# Христо Морфов
Христо Василев Морфов е български офицер (полковник), началник-щаб на Шеста пехотна бдинска дивизия по време на Балканската война (1912 – 1913), началник-щаб на Македонската военно-инспекционна област (1916) през Първата световна война.

## Биография
Роден е на 7 януари 1868 година в Калофер в семейството на Василаки Морфов от Стара Загора и Христина Комсиева от Одрин, потомка на рода Тъпчилещови. Брат е на полк. Георги (Генко) Морфов, инж. Богдан Морфов и д-р Мирчо Морфов, а от втория брак на баща си е полубрат на композитора Александър Морфов и певицата Христина Морфова.
Учи в Одринската българска мъжка гимназия. Следва военни науки в Белгия.
Служи в Първи кавалерийски полк, адютант е в кавалерийската инспекция, началник-щаб на Шеста пехотна бдинска дивизия по време на Балканската война. По време на Първата световна война, в 1916 година е началник-щаб на Македонската военно-инспекционна област.
Умира в 1946 година в София.